# Archikatedra metropolitarna św. Jana Chrzciciela w Badajoz
Archikatedra metropolitarna św. Jana Chrzciciela w Badajoz (hiszp. Catedral Metropolitana de San Juan Bautista de Badajoz) – rzymskokatolicki kościół w Badajoz w Estremadurze (Hiszpania), pełniący funkcję katedry archidiecezji Mérida-Badajoz.

## Historia
Katedrę zaczęto wznosić w połowie XIII wieku. W 1276 roku, pomimo że budowa nie była jeszcze ukończona, katedra została konsekrowana i dedykowana św. Janowi Chrzcicielowi. Różne prace trwały do XV wieku, a w wiekach XVI i XVII wprowadzono jeszcze modyfikacje.
W 1931 roku katedra w Badajoz została uznana za obiekt zabytkowy (Monumento Nacional).

## Architektura i sztuka
Katedra jest orientowana. Została zbudowana na planie krzyża łacińskiego, ma trzy nawy i transept.
Barokowy ołtarz główny ze złoconego drewna jest dziełem Ginésa Lópeza z lat 1715-1717.
Chór znajduje się w nawie głównej, tworzy go prostokąt o wymiarach 14,8 x 7,8 m. Znajdują się w nim dwa rzędy krzeseł (43 wysokie + 36 niskie). Jest dekorowany płaskorzeźbami przedstawiającymi postacie ze Starego i Nowego Testamentu oraz świętych i Doktorów Kościoła.